# Снитко, Олег Вячеславович
Олег Вячеславович Снитко (30 апреля 1928, Киев — 14 апреля 1990) — советский физик, доктор наук (1970), профессор (1971), член-корреспондент АН УССР (1973), академик АН УССР (1985). 

## Биография
Происходит из семьи военнослужащего.
В 1946—1951 годах учится в Киевском государственном университете им. Т. Г. Шевченко, закончил по специальности «физика полупроводников». Того же года идёт к труду в отдел физики полупроводников Института физики АН УССР. В 1956 году успешно заканчивает аспирантуру, в 1960 работает в том же институте.
Важность его работ отмечал учёный Виктор Бонч-Бруевич.
В 1957 году защищает кандидатскую: «Влияние адсорбции молекул и внешнего электрического поля на фотопроводимость полупроводников».
Снитко был одним из основателей Института полупроводников АН УССР в 1960 году, возглавлял лабораторию физики защиты поверхности полупроводников.
В 1967-1970 годах работает в должности заместителя директора по научной работе.
В 1969 году защищает докторскую диссертацию «Исследование электрофизических процессов на поверхности кремния, германия и сульфида кадмия при различных активных воздействиях», доктор физико-математических наук.
С 1970 года по 1990 года работает директором Института полупроводников им. В. Е. Лашкарева НАН Украины. Одновременно в 1970-1980 годах возглавлял институтское отделение «физика поверхности полупроводников».
В 1971 году утверждён в звании профессора — «физики полупроводников и диэлектриков».
В его творческом багаже более 300 научных трудов, из них 7 в том монографий; автор многих авторских свидетельств.
Как педагог подготовил 8 докторов и 35 кандидатов наук.
С Б. А. Нестеренко
- первым исследовал динамические явления и фазово-структурные атомные превращения на поверхности,
- выдвинута идея контролируемого создания поверхностных состояний — путём поверхностного легирования,
- получены результаты на гетеропереходах металл-полупроводник типа Шоттки и в тонких плёнках.

С сотрудниками открыт эффект глубокого неравновесного истощения полупроводника под действием переменного электрического поля.
Был председателем Научного совета АН УССР по проблеме «Физика полупроводников»,
- входил в состав Бюро Отделения физики и астрономии АН УССР,
- научного совета по проблеме «Физика и химия полупроводников»,
- секции АН СССР по проблеме «Физика поверхности полупроводников».

Входил в состав редакционных коллегий журналов «Поверхность» и «Физика и техника полупроводников».
Среди его учеников — Евгений Венгер (ук.), Алла Климовская, Геннадий Колбасов, Владимир Лысенко, Евгений Мацас, Виктор Миленин, Борис Нестеренко (ук.), Юрий Пасечник, Виктор Примаченко, Анатолий Саченко, Тамара Ситенко, Валерий Стерлигов, Валерий Тягай, Юрий Ширшов, Анатолий Шкребтий.
Умер на 62-м году жизни 14 апреля 1990 года. Похоронен вместе с семьей на Байковом кладбище (северная часть участка № 33).

## Награды
1981 — лауреат Государственной премии УССР в области науки и техники, 1983 — премии им. академика К. Д. Синельникова по физике. Награждён 2 орденами «Знак почёта», медалью «За доблестный труд», «В память 1500-летия Киева».